# Milton C. Burrow
Milton C. Burrow (* 30. Oktober 1920; † 2017) war ein US-amerikanischer Tontechniker.

## Leben
Burrow begann seine Karriere Anfang der 1960er Jahre zunächst beim Fernsehen, wo er an verschiedenen Fernsehserien arbeitete, darunter die Westernserien Josh und Westlich von Santa Fé. Sein Spielfilmdebüt hatte er 1962 mit dem Western Das letzte Kommando von Arnold Laven. Für sein Wirken beim Fernsehen war er zwischen 1974 und 1977 dreimal für den Primetime Emmy nominiert, den er zweimal gewann: 1975 für die Miniserie QB VII  und 1977 für Irvin Kershners Actionfilm ...die keine Gnade kennen. Ab Mitte der 1970er war er ausschließlich an Filmproduktionen tätig.
1977 erhielt er für Die Unbestechlichen eine Nominierung für den BAFTA Film Award in der Kategorie Bester Ton. 1990 war er für Black Rain gemeinsam mit William L. Manger für den Oscar in der Kategorie Bester Tonschnitt nominiert.
Burrow zog sich 1995 aus dem Filmgeschäft zurück, seine letzte Arbeit war Steven Seagals Actionfilm Alarmstufe: Rot 2.

## Filmografie (Auswahl)
- 1964: Der Untergang des Römischen Reiches (The Fall of the Roman Empire)
- 1975: Der Wind und der Löwe (The Wind and the Lion)
- 1976: Die Unbestechlichen (All the President's Men)
- 1979: Hair
- 1980: Xanadu
- 1983: WarGames – Kriegsspiele (WarGames)
- 1984: Conan der Zerstörer (Conan the Destroyer)
- 1986: Nummer 5 lebt! (Short Circuit)
- 1987: Lethal Weapon – Zwei stahlharte Profis (Lethal Weapon)
- 1989: Black Rain
- 1990: Ein Vogel auf dem Drahtseil (Bird on a Wire)
- 1991: For the Boys – Tage des Ruhms, Tage der Liebe (For the Boys)
- 1992: Sneakers – Die Lautlosen (Sneakers)
- 1993: Perfect World

## Auszeichnungen (Auswahl)
- 1977: BAFTA Film Award in der Kategorie Bester Ton für Die Unbestechlichen
- 1990: Oscar-Nominierung in der Kategorie Bester Tonschnitt für Black Rain